# بيفيرنو
بريفيرنو هي بلدة، وبلدية كومون وهي أسقفية كاثوليكية لاتينية سابقة تقع في مقاطعة لاتينا، لاتسيو في وسط إيطاليا. وكان تسمى سابقا بيبرنو حتى عام 1927.
ولدى البلدة محطة للسكك الحديدية الرئيسية التي بين روما ونابولي. وهي بالقرب من سلسلة جبال Monti Lepini. والتي كانت مسقط رأس الرسام الكنسي ريجنالد دي ببيرنو.

## تاريخها

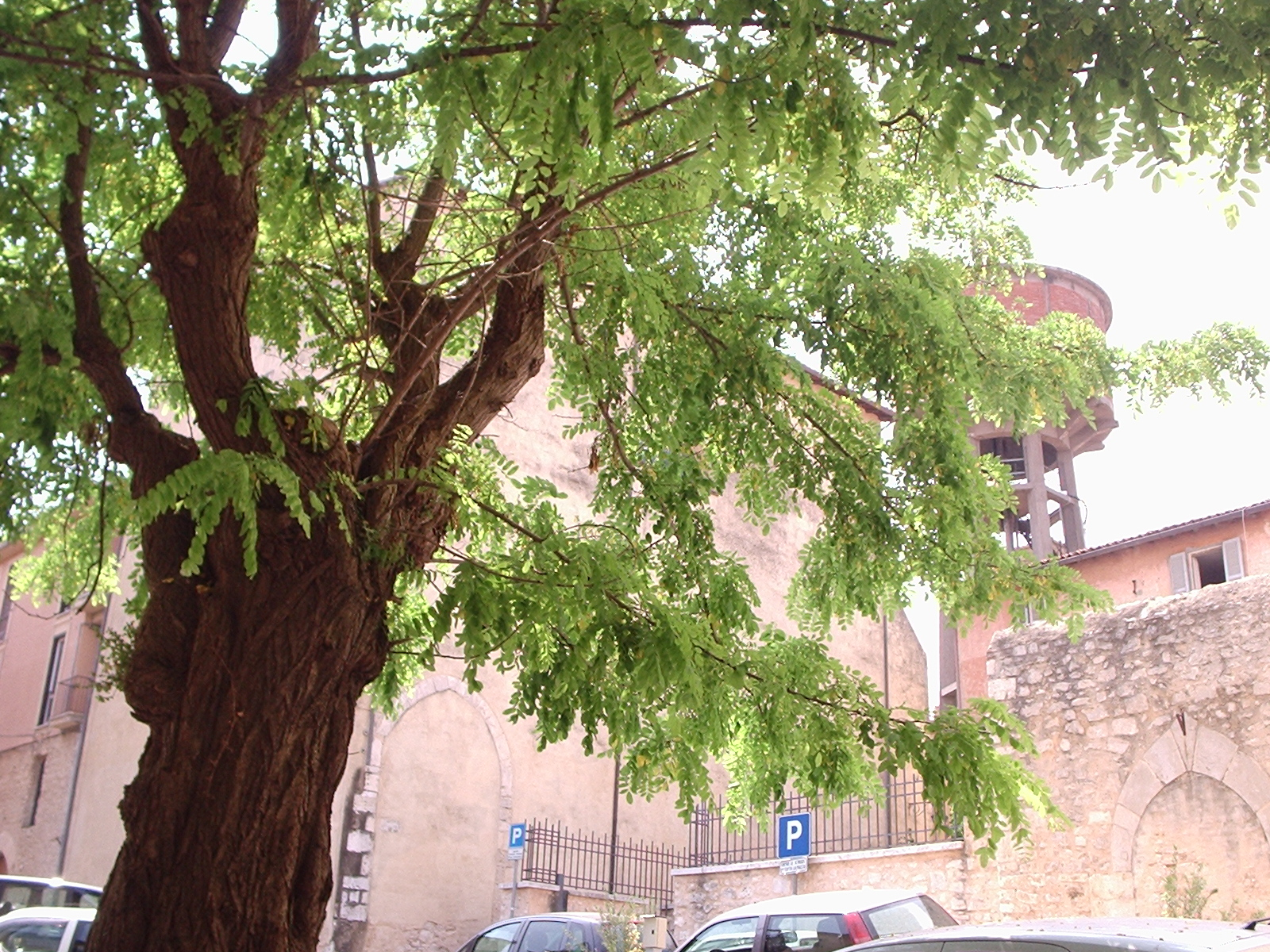
Robinia pseudoacacia في مدينة الصيف Priverno

حيث وصف تيتوس ليفيوس موقع البلدة بأنها موقع فولشي «محاربي الروم القدامى» مزدهر، والتي قد تم غزوها وتدميرها من قبل الرومان في أواخر القرن الرابع قبل الميلاد. حيث مرت طريق ابيا بالقرب منها وحولها. وتعافت المدينة تحت ظل الحكم الروماني، ولكنها اختفت لاحقا بعد سقوط الإمبراطورية الرومانية الغربية، والتي ربما دمرتها غزوات المسلمين (المسماة بالسراسنة سابقا لوصف المسلمين من الاصول العربية، التركية والفارسي).
وكان في وقت لاحق مركز ثانوي لالدولة البابوية، والتي انتمت اليها من قبل الاستيلاء على روما والتي حصلت في عام 1870.

## التاريخ الكنسي
تم إنشاء أبرشية بريفيرنو المعروفة تحت اسم بيبيرنو في عام 760.
وتم عقد اتحاد شخصي في عام 1217.01.17 من قبل (مدير aeque) مع مدينة تيراسينا إلى حتى عام 1986.09.30، والتي عندما تم قمعها (بالإضافة إلى Sezze) وتم دمج عنوانهما وإقليمهما في أبرشية تيراسينا اللاتينية التي تقع بجانب بريفيرنو اللاتينية السابقة.
على الأقل (لم يكن اصحاب المناصب في وقت سابق متاحين) منذ عام 1180، حيث انتهز الاساقفة الفرصة في نفس الوقت للاحتفاظ بمراعي سيزي وأبرشية الروم الكاثوليك في تيراسينا، منذ عام 1217 بسبب الاتحاد الشخصي التي قامت مع تيراسينا.
ولا تزال الكاتدرائية المريمية السابقة عبارة عن كاتدرائية مشتركة في سانتا ماريا:
(Assunta) Parrocchia Chiesa Cattedrale في بلدة بريفينو.

## المعالم السياحية الرئيسية
حيث تقع بالقرب من مكان موت القديس الذي كان راعيا للمدينة في دير فوسانوفا الشهير، القديس توما الأكويني في 7 مارس من عام 1274.
الكنائس البارزة:
- سانتا ماريا أسونتا (الكاثدرائية السابقة)، والتي كرّسها البابا لوسيوس الثاني عام 1183. والتي تضم لوحة من جمجمة مادونا داجوستو وسانت توماس.
- سان بينيديتو، والتي بناها الرهبان البندكتية منذ بداية القرن السابع الميلادي؛ والتي شملت اللوحات الجدارية المائية للقرنين الثالث عشر والسادس عشر.
- سان جيوفاني إيفانجليستا في (القرن التاسع، اعيد تشييد بنائها في القرن الثالث عشر). والتي احتوت على لوحات جدارية من القرن الثالث عشر إلى الخامس عشر، بما في ذلك قصص سانت كاترين في (القرن الرابع عشر)، مادونا والطفل في (القرن الخامس عشر)
- سان توماسو أكوينو في (القرن الثالث عشر)
- سان نقولا في (القرن الثالث عشر)

وتشمل المباني غير الرسمية فيلا جاليو، اماكن مثل مقر إقامة الكاردينال بارتولوميو جاليو، والقصر الطائفي في (القرن الثالث عشر)، مع نافورة الدلافين والتي صممت من قبل جوزيبي أوليفيري وبورتا سان ماركو وبورتا بوسترولا، وهي البقايا الوحيدة من البوابات السبعة التياتاحت الوصول إلى بريفيرنو ان ذاك. . وتوجد بقايا مبنى بريفيرنوم القديم في خارج المدينة، وبما في ذلك أجزاء من بعض الجدران والحمامات وثلاثة منازل أرستقراطية ومعبد. هنا تم العثور على تمثال ضخم لطبريا والتي وضعت (الآن في متحف الفاتيكان) في أواخر القرن الثامن عشر.